# 胡瓦会堂
胡瓦会堂（希伯來語：‎，Beit ha-Knesset ha-Hurba）是位于耶路撒冷旧城犹太区的一座古老的犹太会堂，是阿什肯纳兹犹太人的犹太会堂。
胡瓦会堂创建于18世纪初，但数年后，在1721年被穆斯林摧毁。此后140年间成为废墟（Hurva）。1864年，法利賽人在此重建了犹太会堂。在1948年第一次中东战争期间，这座犹太会堂被阿拉伯人夷为平地。1967年以色列占领旧城后，曾提交了数项兴建新建筑的计划。经过多年的讨论，1977年建起了一座纪念拱门，成为犹太区的突出地标。以色列政府在2000年决定按原貌重建这座犹太会堂，2010年3月15日建成。

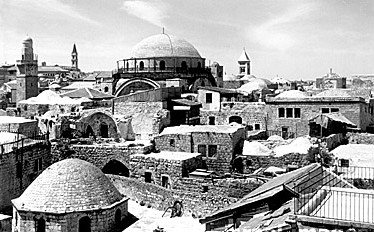
1948年之前照片
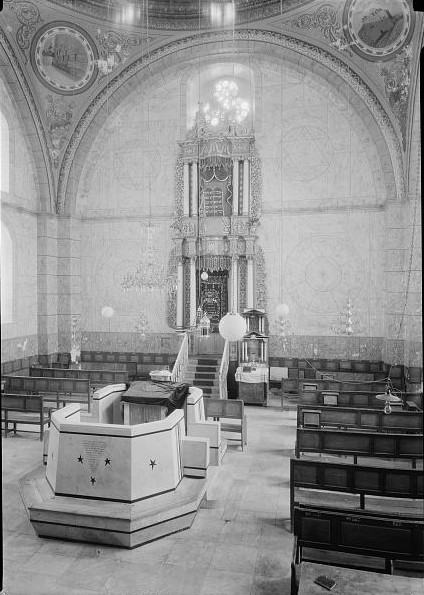
1935年的内部
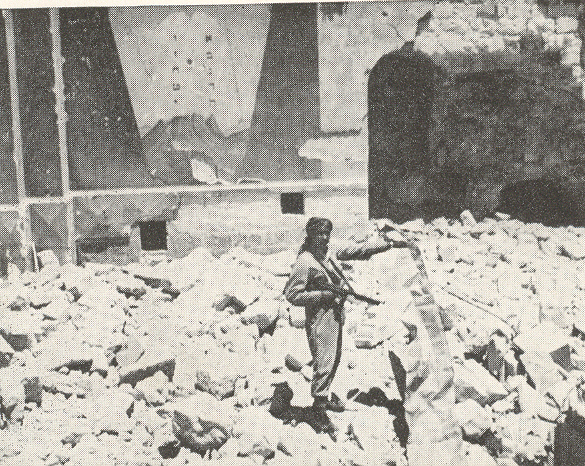
阿拉伯士兵在废墟内，1948年6月
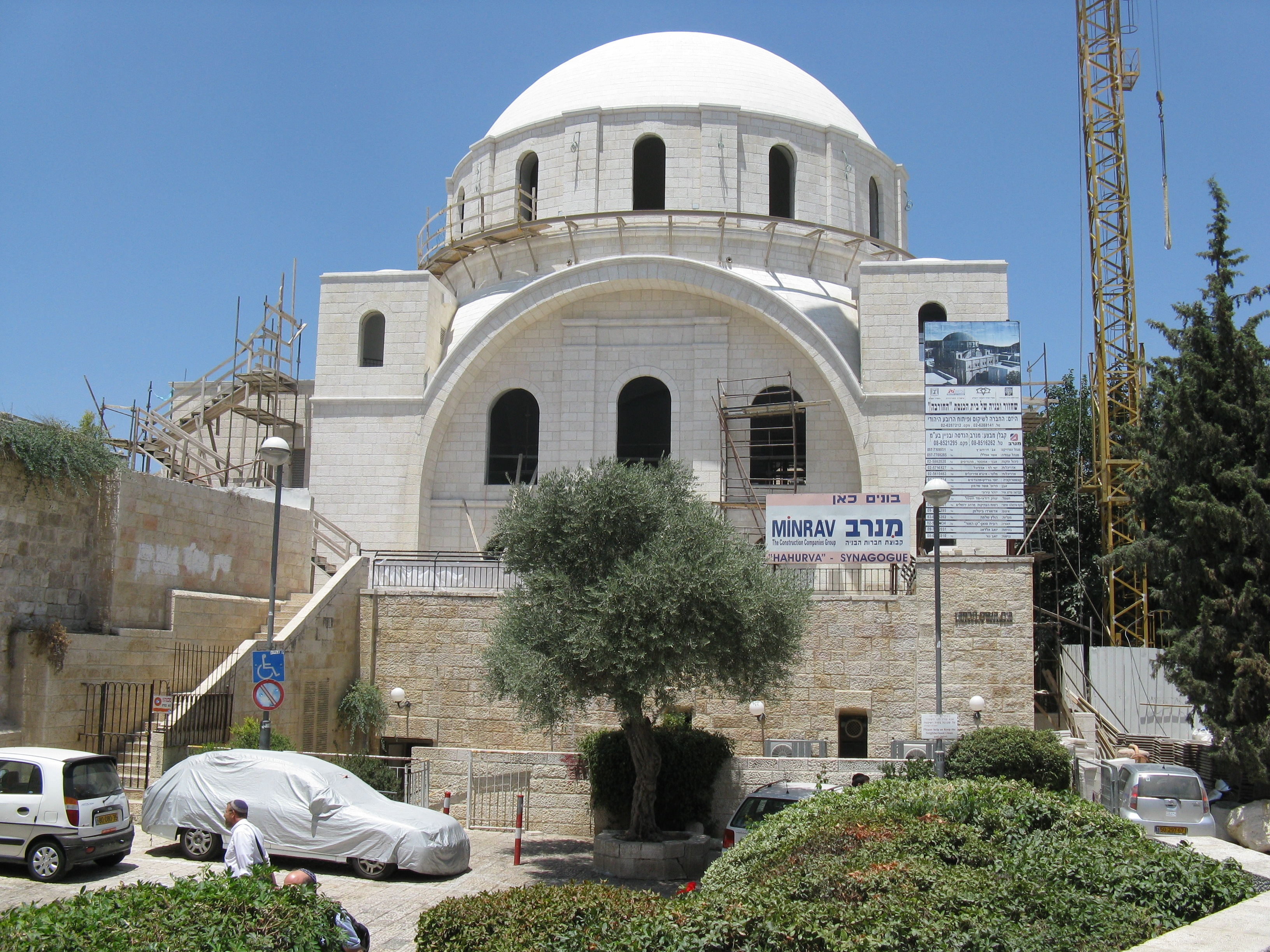
2009年7月，接近完成
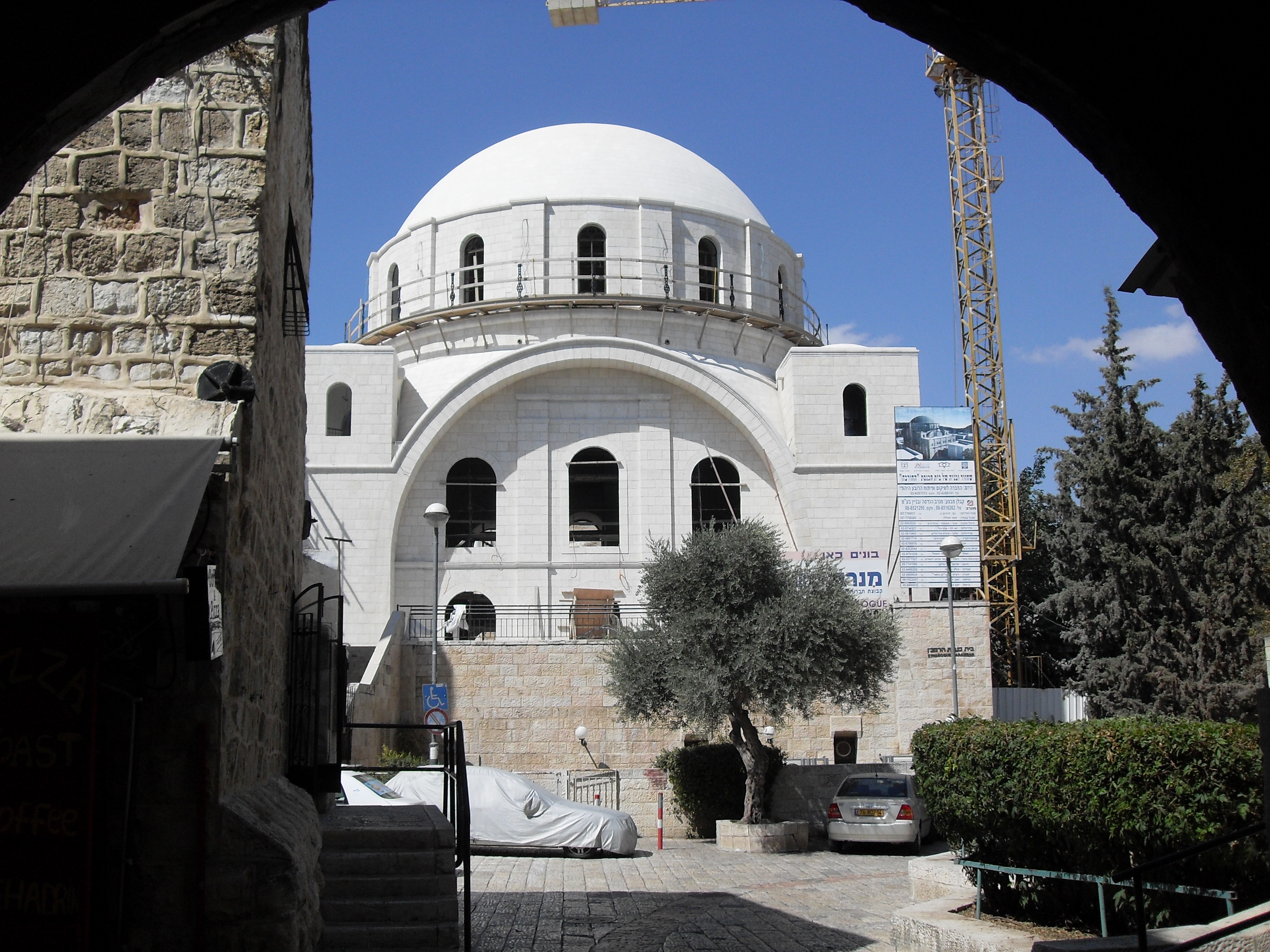
2009年9月

## 脚注
1. 1 2 3  Lefkovits (2005)
2. 1 2  "Emporis.com": Old Hurva Synagogue, Emporis.com. Accessed 2010-03-11.
3. ↑  In the Holy Land, a Rebuilding for the Generations （页面存档备份，存于）, The Wall Street Journal Online, March 10, 2010